# 1xBand
Az 1xBand egy szlovén könnyűzenei együttes volt, melyet 1992-ben alapítottak meg. Ők képviselték Szlovéniát az 1993-as Eurovíziós Dalfesztiválon, ahol 9 pontot szereztek, és a 22. helyet érték el a 25 fős mezőnyből. Ez volt a független Szlovénia első szereplése a versenyen, korábban Jugoszlávia részeként vett részt az ország.

## Nagylemezek
- Novo jutro (1992)
- Tak je ta svet (1993)
- Kiss me (2014)
- Sanjajva Naprej (2016)

## Fordítás
- Ez a szócikk részben vagy egészben  a(z)   1xBand című szlovén Wikipédia-szócikk ezen változatának fordításán alapul.  Az eredeti cikk szerkesztőit annak laptörténete sorolja fel. Ez a jelzés csupán a megfogalmazás eredetét és a szerzői jogokat jelzi, nem szolgál a cikkben szereplő információk forrásmegjelöléseként.
- Ez a szócikk részben vagy egészben  a(z)   1X Band című angol Wikipédia-szócikk ezen változatának fordításán alapul.  Az eredeti cikk szerkesztőit annak laptörténete sorolja fel. Ez a jelzés csupán a megfogalmazás eredetét és a szerzői jogokat jelzi, nem szolgál a cikkben szereplő információk forrásmegjelöléseként.